# Carl Gustav Oehme
Carl Gustav Oehme (geb. 1817 in Berlin; gest. 28. März 1881 ebenda) war ein deutscher Apparatebauer und Fotograf. Er gehört zum Kreis der frühen Daguerreotypisten in Deutschland.

## Leben
Carl Gustav Oheme wurde im Jahre 1817 als Sohn des Drechslermeisters Christian Gottlieb Oehme und dessen Ehefrau Marie Friederike, geb. Richter, geboren.
Er war zunächst als Mechaniker (Apparatebauer) tätig.
Bei einer Reise nach Paris im Jahr 1840 soll Oehme Bekanntschaft mit Louis Daguerre (1787–1851) gemacht und bei ihm erste Grundlagen des – erst ein Jahr zuvor veröffentlichten – Daguerreotypie-Verfahrens erlernt haben. In Frankreich lernte Oehme auch seinen Landsmann Philipp Graff (1813–1851) kennen, einen Konstrukteur optischer Instrumente und späteren Fotografen aus Berlin.
Im Herbst 1841 machten Oehme und Graff in einem Schaukasten „mit ihren bisher privatim gemachten Arbeiten“ auf ihr Können aufmerksam. Oehme hielt sich bis 1842 in Paris auf. Im Jahr 1843 gründete Oehme ein Fotoatelier in Berlin in der Jägerstraße 20, wo er unter anderem von den jungen Physiker Hermann von Helmholtz (1821–1894) porträtierte. Noch bis 1862 stellte Oehme Daguerreotypien her.
In Oehmes Atelier wurde auch der Maler Johann Friedrich Jamrath (1810–1891) als Fotograf ausgebildet. Ab 1858 arbeitete Oehme und F. Jamrath in einer Ateliergemeinschaft in der Jägerstraße 19 zusammen. Auf der Weltausstellung in London 1862 erhielten „Oehme & Jamrath“ eine Medaille „für Vortrefflichkeit ihrer Fotografien“.
In den Jahren von 1870 bis 1875 gab es in Berlin in der Karlsstraße 29 ein Fotoatelier G. Oehme.
Oehme starb als Rentner am 28. März 1881 in der Neuenburger Straße 4 an einer Lungenentzündung. Er hinterließ eine Frau und fünf Kinder.